# Systematische Stichprobe
Als Systematische Stichprobe (auch Bewusste Auswahl) bezeichnet man Auswahlverfahren, bei denen subjektive Erwägungen die Auswahl der Zielpersonen bestimmen. 
Beispiel: alle Mitarbeiter mit mehr als 10 Jahren Betriebszugehörigkeit.
Es werden Vorinformationen über die auszuwählenden Fälle genutzt. Verallgemeinerungen sind auf der Basis mathematisch-statistischer Modelle bei bewussten Auswahlen nicht möglich. 

## Typen bewusster Auswahlverfahren
- Theoretical Sampling,
- Auswahl typischer Fälle/Typische Auswahl: Auswahl solcher Elemente, die als besonders typisch oder charakteristisch erachtet werden.
- Schneeballauswahl und
- Quotenauswahl (Quotenstichprobe): Wie bei der geschichteten Zufallsstichprobe erfolgt zuerst eine Einteilung der Elemente der Grundgesamtheit in Gruppen. Danach wird der Anteil der einzelnen Gruppen an der Grundgesamtheit bestimmt. Die Stichprobe ist nun so zu ziehen, dass dieses Gruppenverhältnis in der Stichprobe möglichst genau so aussieht wie in der Grundgesamtheit.
- Cut-off-Verfahren (Konzentrationsprinzip): Auswahl solcher Elemente, denen eine besondere Bedeutung zukommt z. B. in der Investitionsgüter-Marktforschung wie die Befragung führender Großbetriebe, ermöglicht die Zahl der Befragten/Untersuchungseinheiten ohne großen Informationsverlust bezüglich des Untersuchungsgegenstands dadurch zu reduzieren, dass nur solche Elemente in die Auswahl aufgenommen werden, die im Hinblick auf das Untersuchungsziel relevant sind[2].